# Palmira Airport
Palmira Airport är en flygplats i Bolivia.   Den ligger i departementet Beni, i den norra delen av landet, 600 km norr om huvudstaden Sucre. Palmira Airport ligger 162 meter över havet.
Terrängen runt Palmira Airport är mycket platt. Trakten runt Palmira Airport är nära nog obefolkad, med mindre än två invånare per kvadratkilometer..
Omgivningarna runt Palmira Airport är huvudsakligen savann.